# Acajutiba
Acajutiba é um município brasileiro no interior e leste do estado da Bahia.

## Toponímia
O nome "Acajutiba" tem origem na língua tupi antiga e significa "ajuntamento de cajueiros", por meio da composição entre os termos akaîu, "cajueiro", e tyba, "ajuntamento".

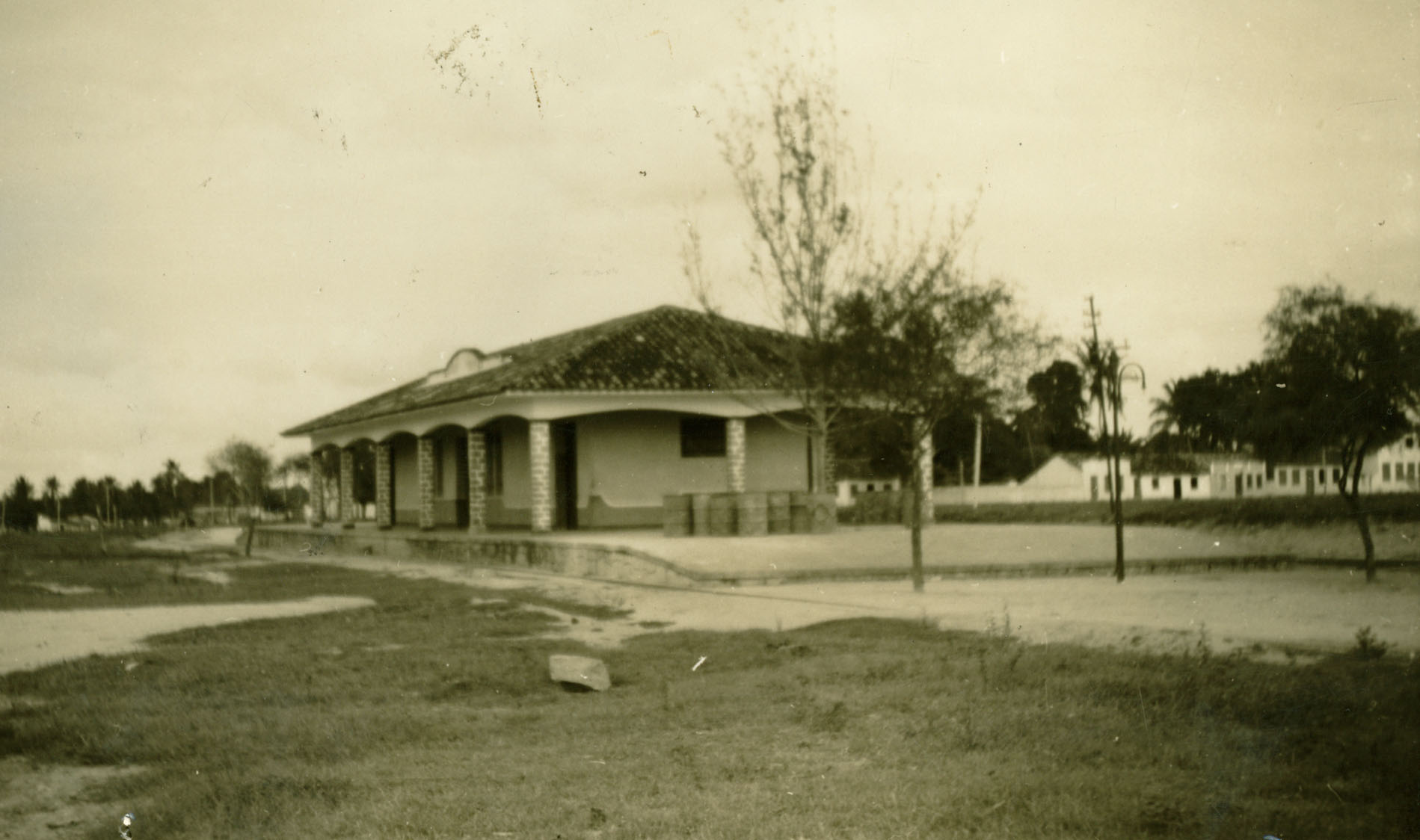
Fotografia antiga da Estação enquanto ela funcionava como estação ferroviária da Viação Ferroviária do Leste Brasileiro.

## Política

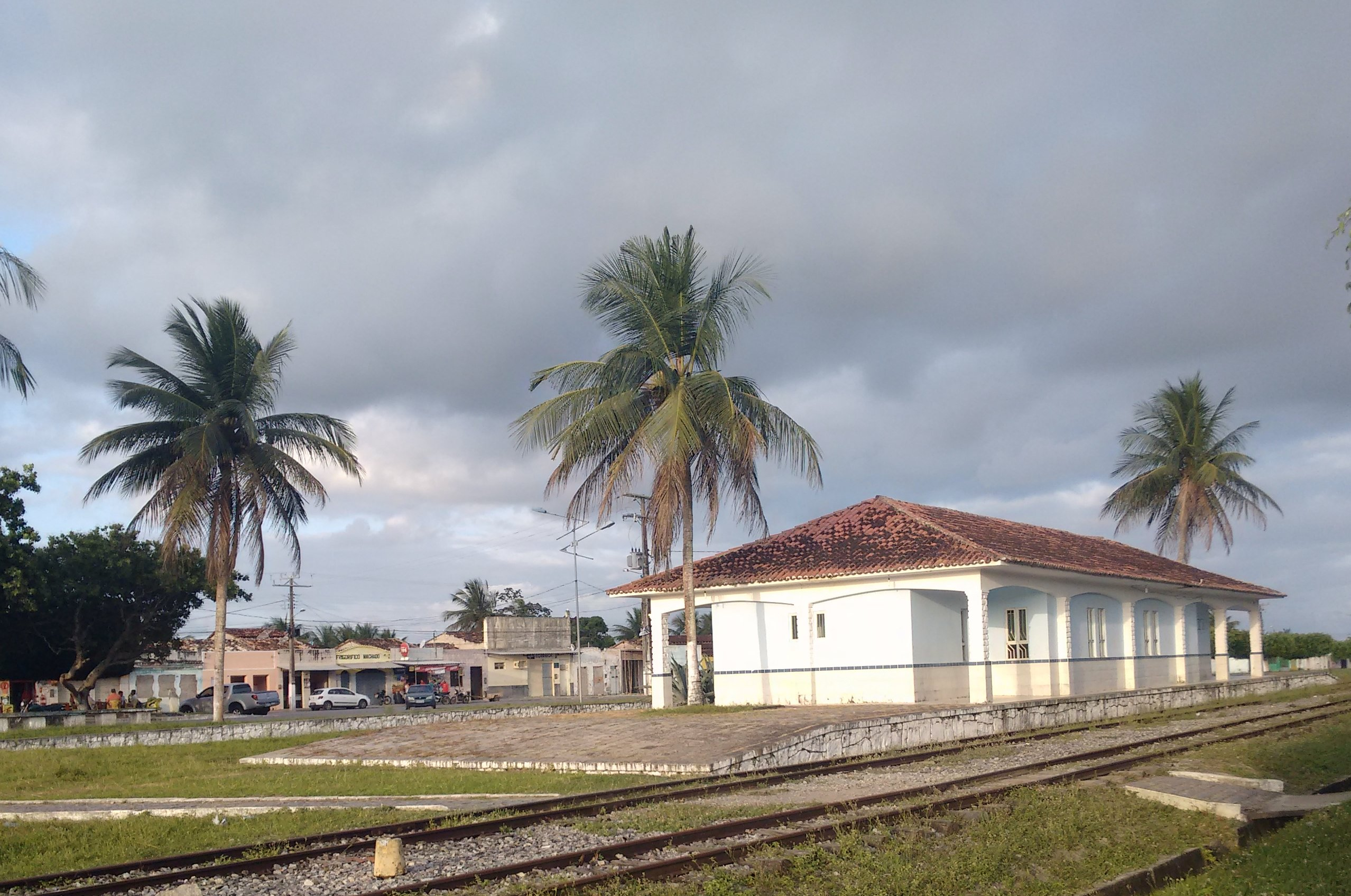
Antiga Estação Ferroviária de Acajutiba que hoje funciona como sede de algumas repartições públicas vinculadas à administração municipal. Foto de 2017.

### Executivo
1. Euvaldo Ferreira Lima (1954-1954) - Abandonou o cargo após 6 meses de mandato; 2. Hostílio Freire de Novaes (1954-1956) - Presidente da Câmara. Assumiu por abandono do titular; 3. Altino Calazans de Souza (1956-1958) - Presidente da Câmara. Assumiu por titularidade na Câmara; 4. Ulisses Ramos da Silva (1958-1962); 5. Adauto Motta Brito (1962-1966); 6. Pedro Almeida Guimarães (1966-1970); 7. Adauto Motta Brito (1970-1972); 8. Alcides Pereira de Aguiar (1972-1975); 9. José Antonio de Souza Santos (1976-1982) Vice: Raimundo Vitório; 10. José Gustavo de Oliveira (1982-31.12.1988) Vice: Nelson Falheiro Frois; 11. José Antonio de Souza Santos (01.01.1989-31.12.1992) Vice: Raimundo Vitório; 12. José Gustavo de Oliveira (01.01.1993-31.12.1996) Vice: Maria Menezes de Aguiar; 13. José Luiz Mendes de Brito (01.01.1997-31.12.2000) Vice: José Nilton Andrade; 14. José Luiz Mendes de Brito (01.01.2001-27.10.2004) Vice: Jacó Lins Dantas; 15.Jacó Lins Dantas (28.10.2004-31.12.2004) - Assumiu por impedimento do titular; 16. Antonio Carlos Mendes de Brito Filho (PFL) (01.01.2005-31.12.2008) Vice: Luiz Carlos Alves Nascimento (PFL); 17. Alexsandro Menezes de Freitas (PMDB) (01.01.2009-31.12.2012) Vice: José Milton Ferreira dos Santos (PT); 18. José Luiz Mendes Brito (PTC) (01.01.2013-31.12.2016) Vice: José Milton Ferreira dos Santos (PT); 19. Alexsandro Menezes de Freitas (PMDB) (01.01.2017-31.12.2020) Vice: Laurindo Batista (PPL); 20.Alexsandro Menezes de Freitas (PMDB(01.01.2021-31.12.2024) Vice: Jadiel Souza de Jesus (PMDB).
Poder Executivo atual (01.01.2025) Jadiel Souza de Jesus (MDB) Vice: Jose Edson dos Santos Dias (PRTB).
Legislativo
Legislatura atual
Adonias Alves Pinheiro (PSB)
Adylson Ribeiro de Souza (PV)
Alberto Soares dos Santos (PRD)
Anselmo Oliveira dos Santos (PMDB)
Gleidson Souza Santos (PSD)
João Alves de Souza Neto (PV)
Joilson Alves dos Santos (PRD)
Leonardo Carvalho Souza (PSD)
Silvio dos Santos (PP)

### Judiciário
Instalada em 10 de outubro de 1991, a Comarca de Acajutiba teve como seu primeiro Juiz Titular o Dr. Manoel Ricardo Calheiros D'Ávila
Os sucessores foram, pela ordem:
Dra. Eliene Simone Silva Oliveira.
Dra. Elbia Rosane Souza Araújo de Oliveira.
Dra. Bárbara Araújo
Dr. Sami Storch
Dr. Francisco Manoel da Costa Nascimento
Dra. Marina Kummer de Andrade.
Inicialmente Instalado em Casa alugada situada à Rua Luiz Viana com o nome Forum Des. Mario Albiani, foi transferido, posteriormente, para sede própria, hoje situado à praça Dr. Aquinoel Borges, no centro da cidade.
Em julho de 2017, a comarca da cidade, que englobava também os processos oriundos do município vizinho de Aporá, foi desativada após decisão do Tribunal de Justiça do Estado da Bahia.